# Šestajovice (okres Praha-východ)
Šestajovice (německy Schestajowitz) jsou obec v okrese Praha-východ ve Středočeském kraji. Leží asi dvacet kilometrů východně od centra Prahy, v severním sousedství pražské čtvrti Klánovice, deset kilometrů jižně od města Brandýs nad Labem-Stará Boleslav, západně od obce Jirny. Obec je tvořena jedinou, stejnojmennou vesnicí. Její jihovýchodní část, splývající se severovýchodní částí Klánovic, nese název Cyrilov. Žije zde přibližně 4 100 obyvatel.

## Název
Lidová etymologie vysvětluje jméno vsi od „šesti stájí“, ve kterých se zde přepřahalo na údajné důležité kupecké stezce od Prahy na východ.

## Historie
První písemná zmínka o obci pochází z roku 1227. Tehdy královský podstolník Kojata z Hněvina Mostu daroval ve své závěti Šestajovice křižovníkům z kostela svatého Václava z dnes zaniklé pražské osady Zderaz. Křižovníci zde vybudovali tvrz, ve které sídlili až do konce husitských válek. Po jejich skončení přešly Šestajovice do majetku Starého města pražského a vystřídaly dále několik vlastníků. Od roku 1547 obec opět vlastnila osada na Zderaze, až do poloviny 19. století se zde opět vystřídala dlouhá řada vlastníků a nájemců. Kolem roku 1770 v okolí neúspěšné pokusy o dolování uhlí.
V roce 1874 zakoupil část Šestajovic – tzv. Belottův poplužní dvůr – zbraslavský písař a realitní podnikatel Václav Klán. Na těchto pozemcích v následujících desetiletích vybudoval obec Klánovice.
Na konci druhé světové války – 26. dubna 1945 – americké stíhací letouny (tzv. hloubkaři), zničily v okolí obce tři nákladní automobily (dva civilní a jeden vojenský). Nikdo však nebyl zraněn.
Vesnice se rozrůstá zejména masovou výstavbou rodinných domků na západní a jihozápadní straně a též v oblasti Cyrilova. Počet obyvatel každoročně prudce roste, tento rozvoj má dopad jak na kvalitu života v obci, tak na dopravní zatížení jejího okolí. Dochází též k radikálním přestavbám a vestavbám v historickém jádru vesnice.

## Obyvatelstvo
Podle sčítání obyvatel v roce 2021 zde žilo 4401 obyvatel, z toho je 2232 žen a 2169 mužů. Tehdy zde žilo 3113 Čechů (a dále 39 Moravanů a 3 Slezané), 92 Slováků, 12 Němců, 14 Poláků, 74 Ukrajinců, 13 Vietnamců a 10 Rusů. 1080 obyvatel národnost neuvedlo.
| Rok            | 1869 | 1880 | 1890 | 1900 | 1910 | 1921 | 1930  | 1950  | 1961  | 1970  | 1980  | 1991  | 2001  | 2011  | 2021  |
| -------------- | ---- | ---- | ---- | ---- | ---- | ---- | ----- | ----- | ----- | ----- | ----- | ----- | ----- | ----- | ----- |
| Počet obyvatel | 759  | 821  | 853  | 819  | 857  | 820  | 1 096 | 1 187 | 1 195 | 1 137 | 1 124 | 1 013 | 1 280 | 3 377 | 4 401 |
| Počet domů     | 100  | 105  | 110  | 110  | 117  | 122  | 208   | 388   | 334   | 333   | 351   | 383   | 526   | 978   | 1 272 |

## Obecní správa

### Územněsprávní začlenění
Dějiny územněsprávního začleňování zahrnují období od roku 1850 do současnosti. V chronologickém přehledu je uvedena územně administrativní příslušnost obce v roce, kdy ke změně došlo:
- 1850 země česká, kraj Praha, politický okres Karlín, soudní okres Brandýs nad Labem[10]
- 1855 země česká, kraj Praha, soudní okres Brandýs nad Labem[10]
- 1868 země česká, politický okres Karlín, soudní okres Brandýs nad Labem[10]
- 1908 země česká, politický i soudní okres Brandýs nad Labem[11]
- 1939 země česká, Oberlandrat Mělník, politický i soudní okres Brandýs nad Labem[12]
- 1942 země česká, Oberlandrat Praha, politický i soudní okres Brandýs nad Labem[13]
- 1945 země česká, správní i soudní okres Brandýs nad Labem[14]
- 1949 Pražský kraj, okres Brandýs nad Labem[15]
- 1960 Středočeský kraj, okres Praha-východ[16]

### Obecní symboly
Znak a vlajka byly obci uděleny rozhodnutím předsedy Poslanecké sněmovny Parlamentu České republiky dne 1. února 1994. Motiv připomíná, že obec byla vlastnictvím řádu křižovníků s červenou hvězdou.

## Společnost

### Rok 1932
V obci Šestajovice (1000 obyvatel) byly v roce 1932 evidovány tyto živnosti a obchody: 2 nákladní autodopravci, 2 holiči, 4 hostince, 2 koláři, 2 kováři, 2 krejčí, lakýrník, malíř, 2 parní mlékárny, 2 obchody s mlékem, velkoobchod s obilím, 2 obuvníci, obchod s ovocem a zeleninou, 2 pekaři, 2 porodní asistentky, povoznictví, 19 rolníků, 5 řezníků, sadař, 8 obchodů se smíšeným zbožím, spořitelní a záložní spolek pro Šestajovice, živnostenská záložna pro Šestajovice, stavební družstvo, stavební hmoty, 2 trafiky, 5 truhlářů, 4 obchody s uhlím, velkostatek Friedmann, obchod se zvěřinou a drůbeží.

## Pamětihodnosti
- Krucifix na křižovatce silnic do Koloděj a Zelenče
- Kaplička s pomníkem padlých v centru obce
- Poplužní dvůr [19]
- Kamenný kříž [20]
- Zvonička [21]
- Socha sv. Isidora při silnici do Jiren

## Čestní občané
- Tomáš Rosický[22]
- Jaromír Bosák
- Pavel Vinduška

## Doprava
Železniční trať ani stanice na území obce není. Nejblíže obci je železniční zastávka Zeleneč (jen pro osobní dopravu) ve vzdálenosti 2 km ležící na železniční trati Praha – Lysá nad Labem – Kolín. Nejbližší železniční stanicí pro veškerou dopravu jsou Mstětice ve vzdálenosti 4 km ležící na téže trati. Přibližně 3 km jižně od centra obce leží také železniční zastávka Praha-Klánovice na železniční trati Praha–Kolín.
Vesnicí prochází severojižním směrem silnice III/33310 (ulice Revoluční) z Klánovic do Zelenče, z níž v severní části vsi odbočuje na východ silnice III/0116 (ulice Komenského) do Jiren. Katastrálním územím obce vede ve vzdálenosti 1,5 km od zastavěného území západovýchodním směrem silnice II. třídy II/611 Praha – Sadská – Poděbrady – Hradec Králové (stará silnice I/11), souběžně s ní o něco blíže vesnici nová hradecká dálnice D11, která však má mimoúrovňovou křižovatku až u Jiren.
V minulosti tvořila dopravní obsluhu Šestajovic hlavně autobusová linka z Jiren k nádraží Praha-Klánovice (po léta pod číslem 10120, později např. 281036) doplňovaná linkami Praha – Jirny – Úvaly (10470) a Brandýs – Jirny – Úvaly (10480, v roce 2000 pod číslem 281040). Do května 1996 oblast obsluhoval klíčovský závod ČSAD, který zprivatizoval JUDr. Jan Hofmann, za jehož působení docházelo k různým změnám a přečíslováním. Začleněním oblasti do systému Pražské integrované dopravy od 1. června 1996 začal nové linky provozoval dopravce Hotliner a hlavní dopravní vazba se přenesla ke stanici metra Českomoravská, po prodloužení metra v roce 1998 na Černý Most. Z Šestajovic tam jedou linky 303, 344 a linka 303 pak pokračuje směrem na jih na Klánovice a Koloděje, ostatní linky směrem na Jirny, případně dále na Horoušany nebo Úvaly. Doplňující funkci mají občasně jedoucí linky 343 (školní posily) a 408 (Brandýs – Zeleneč – Úvaly, v PID od 30. září 2001). Od 1. ledna 2007 linky v oblasti převzal Connex Praha s. r. o., který během roku 2008 změnil značku na Veolia Transport Praha s. r. o. K roku 2025 v obci zastavují 4 autobusové linky: 303 v trase Černý Most - Nádraží Horní Počernice - Šestajovice,Balkán - Nádraží Klánovice - Újezd nad Lesy - Koloděje - Sibřina - Křenice;  343 v trase Nádraží Klánovice-sever - Šestajovice,Balkán - Jirny - Jirny,Nové Jirny,Hájovna - (Horoušany,Horoušánky,náves - Nehvizdy,škola);   344 v trase Černý Most - Nádraží Horní Počernice - Šestajovice,Za Stodolami - Jirny - Horoušany,Horoušánky,náves - Horoušany,U Rybníka;    408 v trase Brandýs n.L.,nádr. - Zápy - Svémyslice - Zeleneč - Šestajovice,Balkán - Nádraží Klánovice-sever

## Galerie

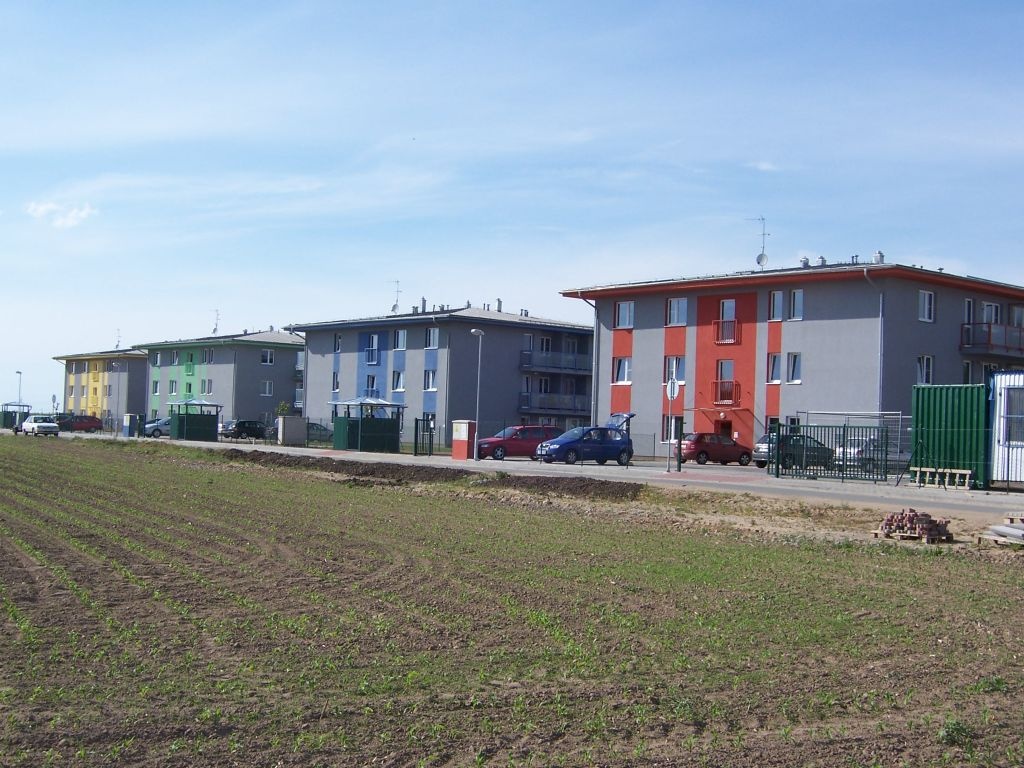
Jižní okraj obce. Ulice je zároveň hranicí mezi Prahou a Středočeským krajem
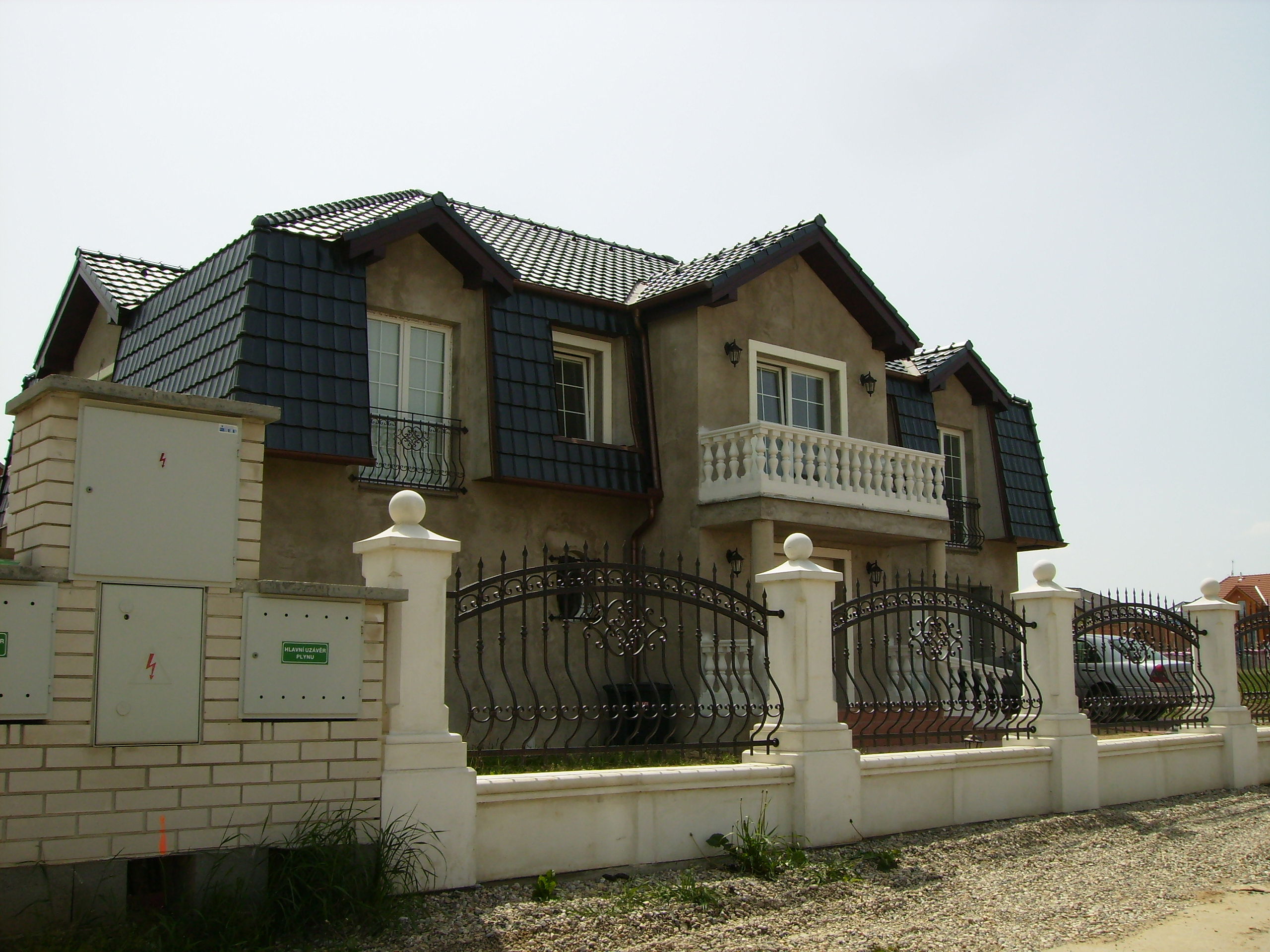
„Podnikatelské baroko“ v obci
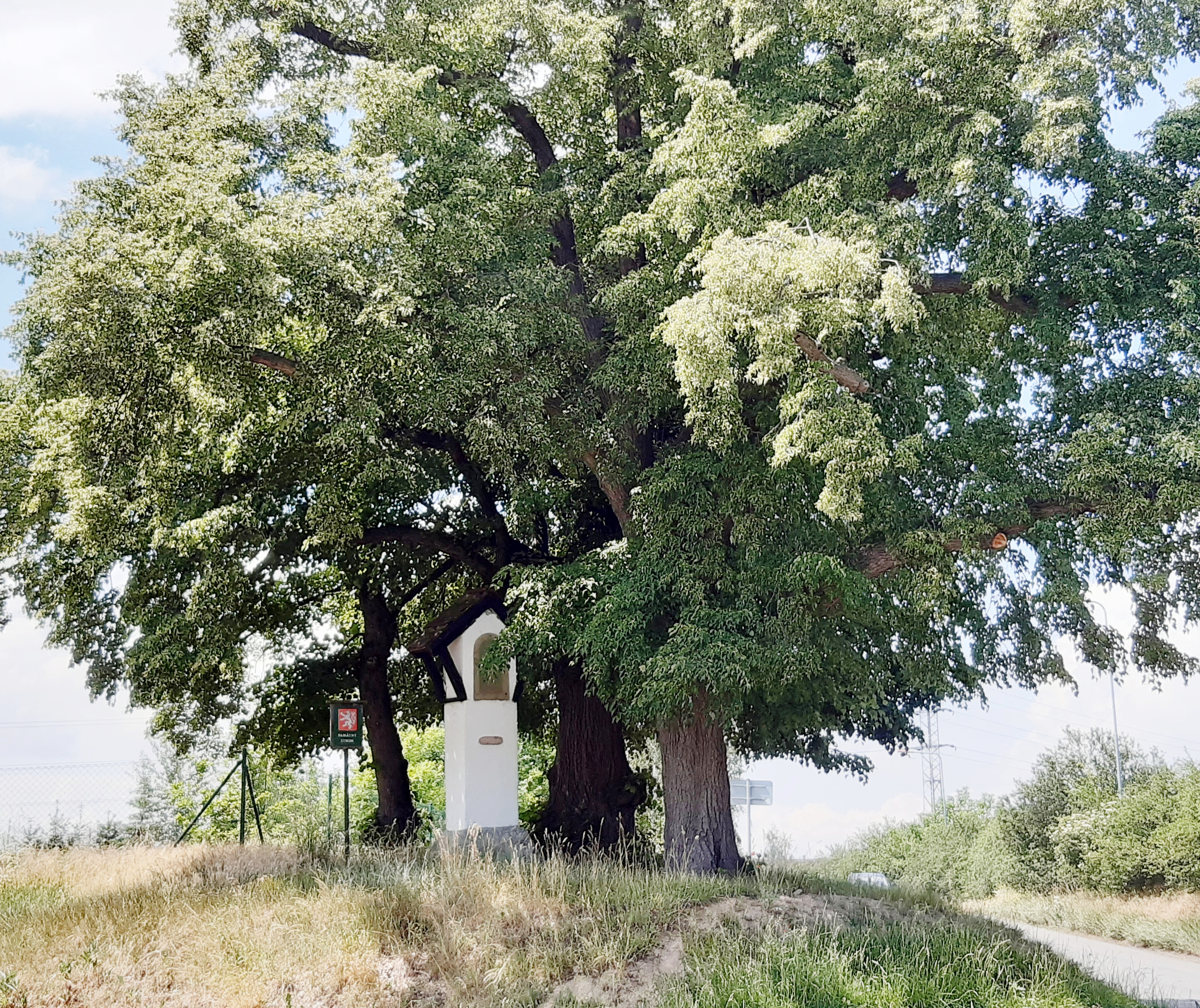
Lípy u kapličky sv. Isidora (u silnice na Jirny) památné stromy